# 脇屋利音
脇屋 利音（わきや としおと）は江戸時代の地下官人。
妙法院に侍として仕えた。

## 概要
文政3年（1820年）4月8日に従六位下・越前介に叙任された。